# Phúc Âm Miroslav
Phúc Âm thư Miroslav (tiếng Serbia: Мирослављево јеванђеље - Miroslavljevo jevanđelje) là một codex, một thủ bản trong những di sản viết bằng chữ Kirin quan trọng nhất của người Serb và Nam Slav, là văn bản chữ viết Serbo-Slavic từ thế kỷ 12. Phúc Âm thư Miroslav thuộc loại Sách Phúc Âm, là một sách phụng vụ để nhà thờ dùng đọc trong năm. Sách được viết cho hoàng thân Miroslav xứ Hum, anh trai đại hoàng thân Stefan Nemanja, theo yêu cầu của Nhà thờ Thánh Phêrô và Phaolô bên sông Lim, nơi thị trấn Bijelo Polje về sau được dựng lên xung quanh với niên đại cuối thế kỷ 12, khoảng những năm 1180-1191. Thủ bản Miroslav là minh chứng cho quá trình phát triển chữ viết của dân tộc Serb.  Về hình thức, nội dung bản thảo bao gồm đầy đủ các sách Phúc Âm, gọi là aprakos chứa các bài kinh thường nhật sau Lễ Phục sinh, sau Lễ Ngũ tuần, sau Lễ Tân hạ cũng như vào kỳ lễ trọng. Aprakos này khác biệt với các phiên bản aprakos của Nam Slav và Đông Slav (tiếng Nga cổ), tạo nên điểm độc đáo cho sách, đặc trưng cho những văn bản được xếp vào loại Mstislavl-Vukanov. Sách là một trong những bản thảo tiếng Slav cổ nhất, đặc trưng bởi độ chính xác, trung thực với nguyên bản, chữ viết rõ ràng. Sách gồm 181 tờ giấy da trắng mỏng, mỗi trang chia làm hai cột, viết bằng chữ cái Kirin. Cả sách được trang trí với khoảng ba trăm tiểu hoạ cách điệu cũng như các chữ đầu chương tô màu phủ vàng. Người ta tin rằng cùng với Phúc Âm thư Vukan, sách được chuyển tới núi Athos vào thời điểm thành lập Tu viện Hilandar (khoảng năm 1198). Sách Vukan ở đó cho đến giữa thế kỷ 19 còn sách Miroslav cũng được chuyển đi vào cuối thế kỷ 19. Phúc Âm thư Miroslav (ra đời khoảng 1180-1191) và Phúc Âm thư Vukan (ra đời khoảng 1196-1202) là những sách chữ Kirin cổ nhất của người Serb còn tồn tại, nếu không tính đến Codex Marianus từ thế kỷ 11 nhưng viết bằng chữ Glagolitic nằm chung trong ngôn ngữ Shtokavia.
Bản thảo Phúc Âm thư Miroslav được lưu giữ trong Bảo tàng Quốc gia Beograd, ngoại trừ một tờ đang nằm tại Thư viện Quốc gia Nga ở Sankt-Peterburg. Bản thảo bị hư hại nhiều do chiến tranh và các biến động trong thế kỷ 20 cũng như thời kỳ nằm tại tu viện trước đây, riêng tờ lưu tại Sankt-Peterburg được coi là bảo quản tốt nhất trong cả thủ bản. Người ta cho rằng bản thảo bị hư hại nặng nhất khi được trưng bày trong tủ kính dưới ánh sáng đèn ở Bảo tàng Quốc gia trước năm 1966, khiến cho giấy da bị "khô" rất nhanh. Năm 1979, tình trạng bản thảo trở nên đáng báo động đối với một di sản văn hóa đặc biệt quan trọng, dẫn tới việc thành lập quỹ đặc biệt để bảo tồn và khôi phục. Tháng 6 năm 2005, Phúc âm thư Miroslav được UNESCO đưa vào danh sách Ký ức thế giới lúc ấy chỉ có 120 tài liệu đặc biệt quan trọng và phổ quát. Đây là sự xác nhận tầm quan trọng và giá trị đặc biệt của Phúc Âm thư Miroslav, đồng thời khẳng định nghĩa vụ bảo tồn vì lợi ích nhân loại. Năm 2009, Phúc Âm thư Miroslav được đưa vào Thư viện kỹ thuật số Thế giới của UNESCO.
Sau khi chuyển từ Hilandar đến Beograd năm 1896, Phúc Âm thư Miroslav sống sót qua một thế kỷ 20 đầy biến động lịch sử với dân tộc Serb.

## Nội dung bản thảo
Cái tên Miroslavljevo jevanđelje - Phúc Âm Miroslav được Quản lý Thư viện Quốc gia Beograd là Stojan Novaković đặt ra vào cuối thế kỷ 19. Nội dung là bản dịch của các Sách Phúc Âm đặt tại Nhà thờ Thánh Sophia ở Constantinopolis. Hình mẫu được sao chép từ nguyên mẫu bản thảo Phúc Âm thư chữ Glagolitic ở Macedonia.
Phúc Âm thư Miroslav cho thấy một hệ thống trang trí sách phát triển, dựa trên nghệ thuật Trung cổ và Byzantine. Hình vẽ về cơ bản theo kiểu nghệ thuật La Mã chịu ảnh hưởng của Byzantine. Các tiểu họa mang phong cách La Mã theo kiểu Insular hoặc nghệ thuật tiền Carolingian, các chữ cái đầu đơn giản hơn thì có nguồn gốc Byzantine. Tác phẩm này thực sự là một trong những minh chứng quan trọng nhất đại diện cho sự ảnh hưởng nghệ thuật phương Tây đến phương Đông và ngược lại.

## Hình thức bản thảo

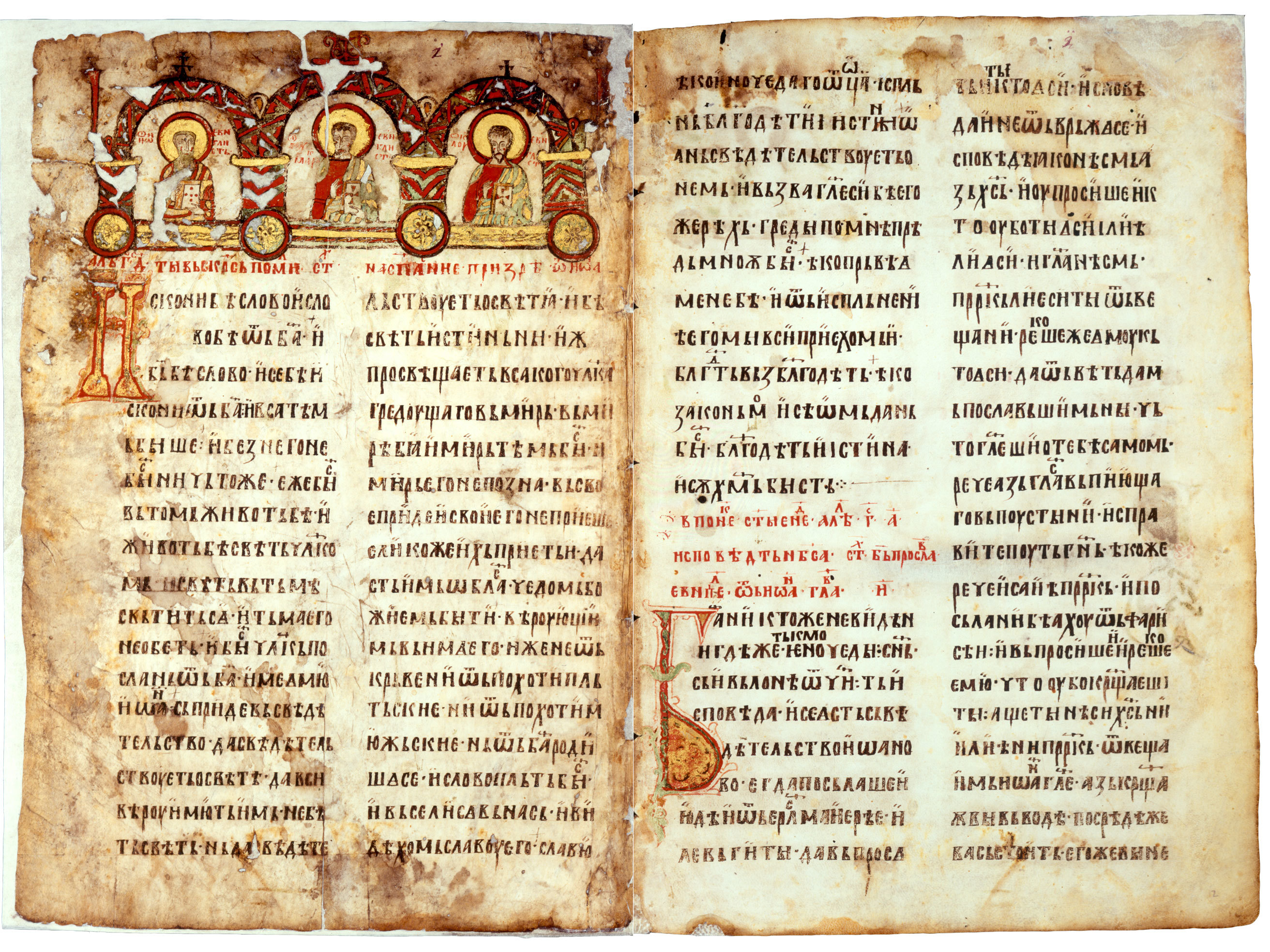
Phúc Âm Miroslav, trang 1 và 2

Phúc Âm Miroslav được thư lại Serbia viết bằng ngôn ngữ Slav Giáo hội cổ với hệ chính tả Raška. Dựa trên lối viết, đây là bản sao đầu tiên và duy nhất của trường phái Zeta-Hum, đồng thời cung cấp bằng chứng về sự phát triển thư lại hoặc thư pháp truyền thống tại Zahumlje, cũng như nguồn gốc nền văn học chữ Kirin nói chung.
Mỗi trang bản thảo được viết chia thành hai cột. Chất liệu giấy da mỏng, trắng có kích thước 41,8 cm × 28,4 cm. Toàn bộ là 181 tờ hoặc 362 trang. Chữ viết tay mực nâu và đen, còn hầu hết các tiêu đề có màu đỏ. Sách có 296 tiểu họa được vẽ nét rồi dùng cọ tô màu đỏ, lục, vàng và trắng. Chữ cái đầu hình cờ, được trang trí bằng vàng.
Bản thảo được đóng bìa gỗ bọc da. Nguyên bản thì không được đóng bìa, bìa được thêm vào thế kỷ 14 (hoặc thế kỷ 15-16 theo các nguồn tư liệu khác nhau). Dựa trên kích thước, đặc điểm và phong cách bìa, nẹp có thể cho rằng chúng được lấy từ một bản thảo khác. Bìa được trang trí bằng các chữ lồng, hoa và các vòng tròn đồng tâm tại các giao điểm của các đường. Các chữ lồng nhau dẫn đến suy đoán có thể bìa này lấy từ một trong những tu viện trên núi Athos.

## Nguồn gốc bản thảo

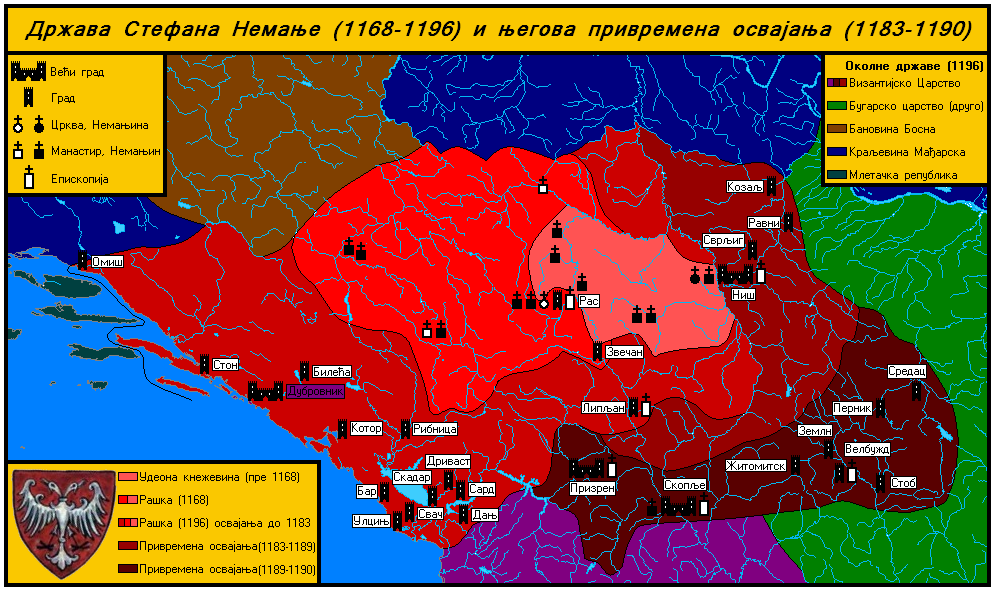
Sự mở rộng lãnh thổ Raška (1168-1190)

### Hình vẽ

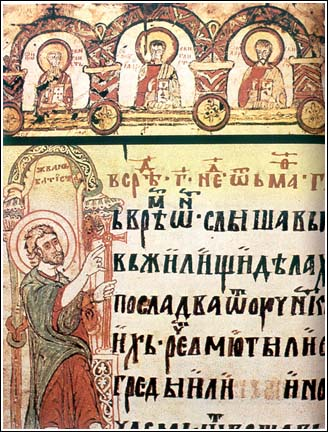
Hình vẽ trong Phúc Âm Miroslav

### Thời hiện đại

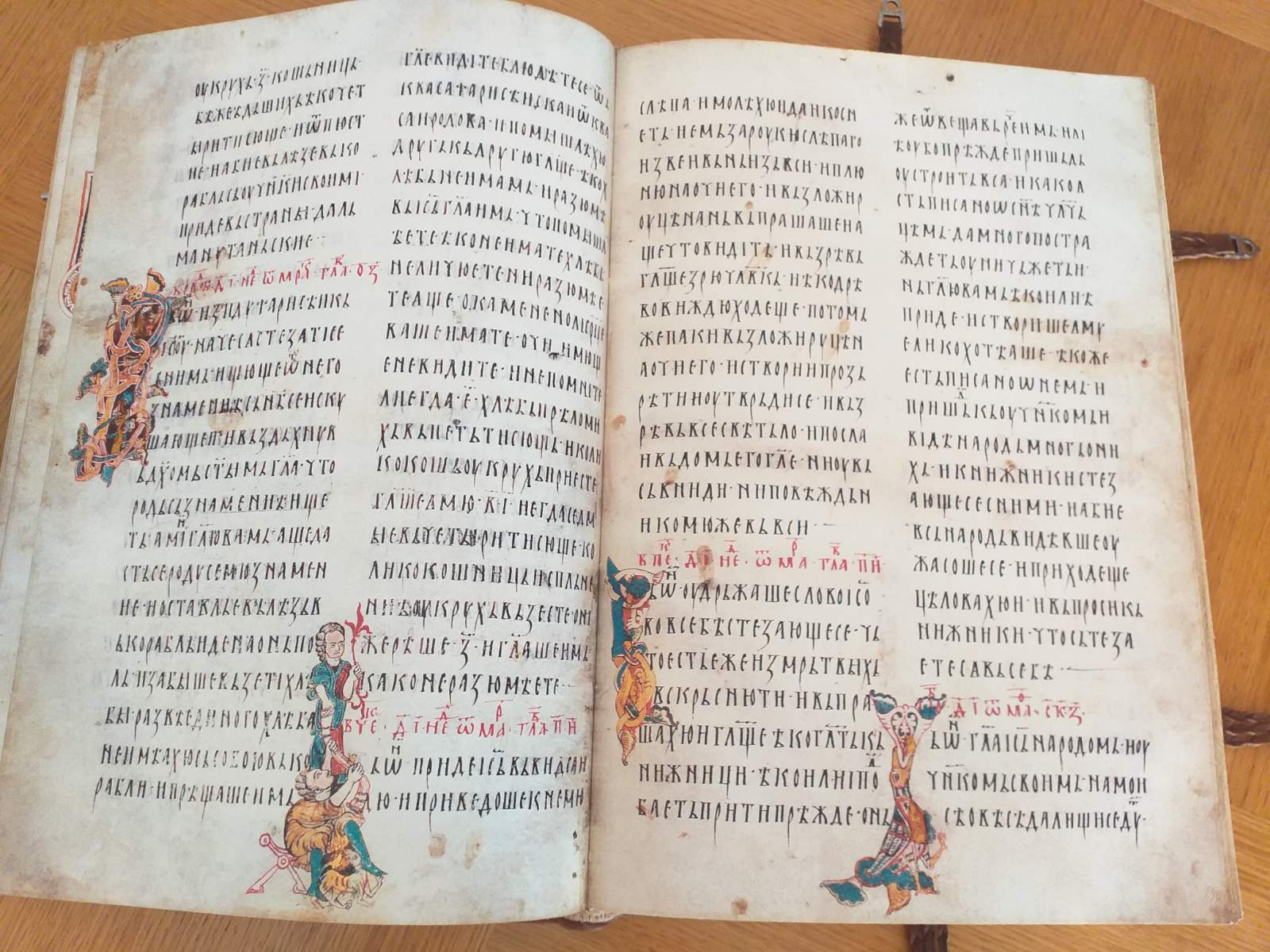
Ấn bản ảnh chụp Phúc Âm Miroslav, phát hành năm 2020

## Bản sao chụp

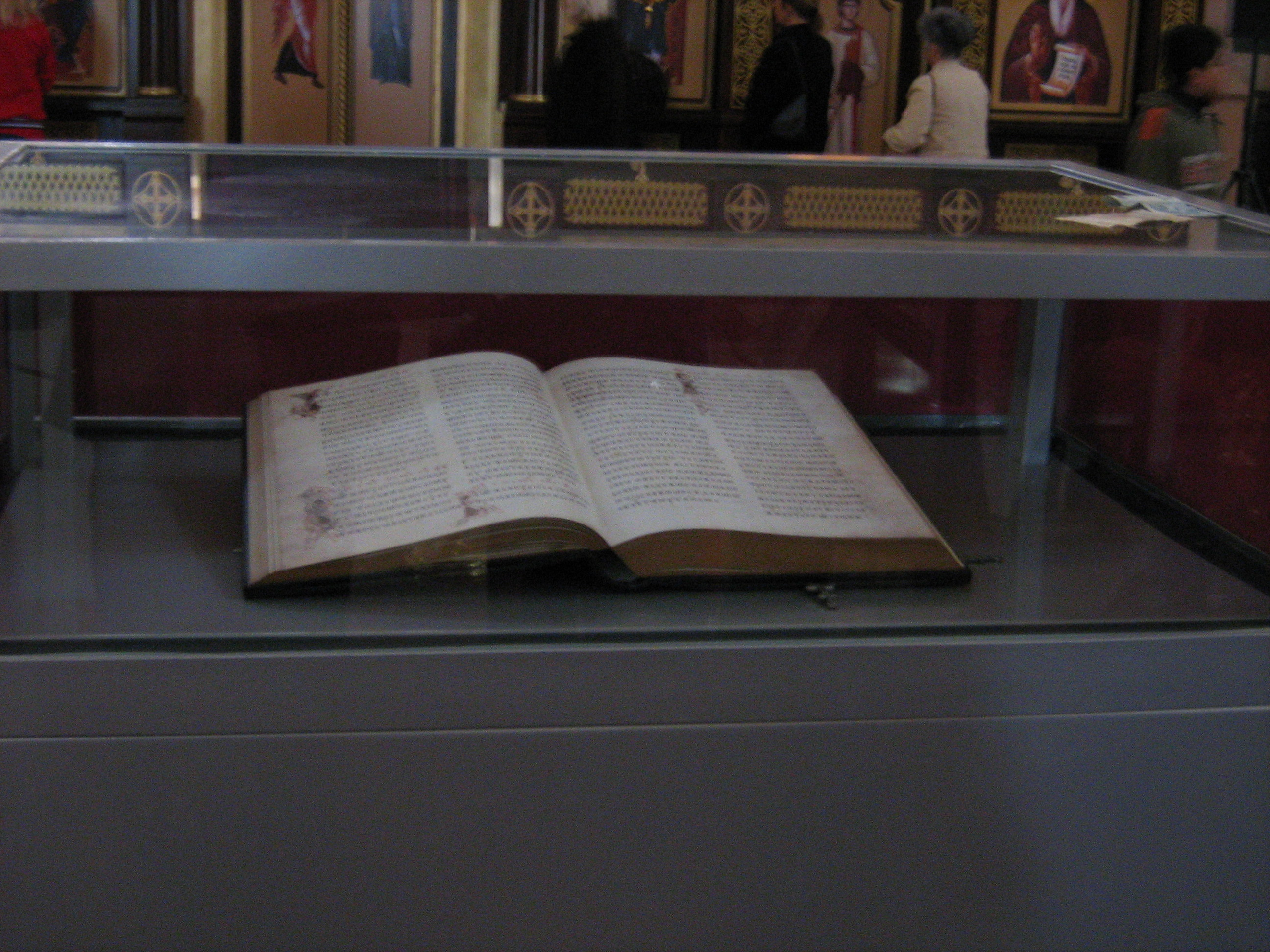
72 giờ trong đền thờ - Từ ngày 20 đến 23 tháng 9 năm 2007, nằm trong chuỗi sự kiện Ngày Di sản Châu Âu, một ấn bản ảnh chụp Phúc Âm Miroslav được trưng bày tại Đền Thánh Sava.